# Квіт на п'ятку
«Квіт на п'ятку» — оповідання Леся Мартовича.
Уперше було надруковано у газеті «Громадський голос» у 1901 р. в № 8 (с. 58 — 63), а потім включене до збірки «Хитрий Панько і інші оповідання» (1903).